# Anaerostipes faecis
Anaerostipes faecis es una bacteria grampositiva del género Anaerostipes. Fue descrita en el año 2022. Su etimología hace referencia a heces. Es anaerobia estricta. Tiene un contenido de G+C de 43,77%. Se ha aislado del intestino de un ratón. 